# Danburiet
Het mineraal danburiet is een boor-houdend calcium-silicaat met de chemische formule CaB2Si2O8. Het mineraal behoort tot de sorosilicaten.

## Eigenschappen
Het doorzichtig tot doorschijnend witte, grijze of gelige danburiet heeft een glas- tot vetglans, een witte streepkleur en de splijting is slecht volgens het kristalvlak [001]. Danburiet heeft een gemiddelde dichtheid van 2,99 en de hardheid is 7. Het kristalstelsel is orthorombisch en het mineraal is niet radioactief.

## Naamgeving
Danburiet werd in 1839 bij Danbury (Connecticut) in de Verenigde Staten ontdekt.

## Ontstaan
Danburiet komt vooral voor in pegmatieten en contactmetamorfe gesteenten.

## Voorkomen
Danburiet komt in de natuur veel voor, echter zelden in edelsteenkwaliteit. Honinggele kristallen komen voor op Neder-Californië, Mexico, heldere tot rozekleurige tot 20 cm grote stenen in Charcas, Mexico. Danburiet wordt ook gevonden in Bolivia, Myanmar (grote witte en gele kristallen) en in Rusland. Van Madagaskar komen grote geelbruine kristallen.

## Bewerking
Facetslijpsel, cabochons.

## Vergelijkbare mineralen
Citrien, apatiet en topaas.

## Imitaties
Geen.

## Determinatie
Hardheid, soortelijk gewicht, optisch.

## Aanbeveling
Reinigen met zeepwater.